# لن برمن
لن برمن (انگلیسی: Len Birman؛ زادهٔ ۱ ژانویهٔ ۱۹۳۲) بازیگر و صداپیشه کانادایی-آمریکایی است که به مدت ۴۰ سال در هالیوود هیلز سکونت داشت.

از فیلم‌ها یا مجموعه‌های تلویزیونی که وی در آن‌ها نقش داشته است می‌توان به رابین‌هود فضایی اشاره نمود.